# Katheterablatie
Katheterablatie is een interventionele ingreep met katheters om een abnormale elektrische verbinding te onderbreken of om een structuur in het hart zodanig te wijzigen dat geen ritmestoornissen meer optreden.
Dit wordt toegepast voor eenvoudige ritmestoornissen, zoals supraventriculaire ritmestoornissen (onder andere: atrioventriculaire reentry, reentry in de atrioventriculaire knoop, het syndroom van Wolff-Parkinson-White, atriale flutter en atriale tachycardie). Ook eenvoudige ritmestoornissen van de hartkamers vallen hieronder (extrasystolen, tachycardie uit de fascikels of het uitstroomgebied van de hartkamer). Complexe ritmestoornissen zijn atriale fibrillatie (voorkamerfibrillatie, boezemfibrilleren), en kamertachycardie door structureel hartziektes.
Ritmestoornissen kunnen leiden tot hartfalen en hartstilstand. De procedure kan uitgevoerd worden met radiofrequente energie of cryo-energie.

## Indicaties
Katheterablatie kan aanbevolen worden voor een recidiverende of blijvende ritmestoornis, die aanleiding geeft tot klachten of hartdysfunctie. Dit kan zich uiten door hartkloppingen, pijn op de borst, wegdraaien (syncope) of kortademigheid. In principe zal men overgaan tot katheterablatie als farmacologische behandeling niet succesvol is gebleken, maar dit gaat uiteraard niet op wanneer een levensbedreigende ritmestoornis wordt ontdekt bij bijvoorbeeld een Holter-onderzoek of een elektrofysiologisch onderzoek.

### Effectiviteit
Katheterablatie is zeer effectief in de meeste eenvoudige ritmestoornissen. Voor het syndroom van Wolff-Parkinson-White bedraagt het succespercentage 95%. Voor supraventriculaire tachycardie in het algemeen bedraagt de slaagkans van een enkele procedure succes 91% tot 96% (95% CI). AV nodale reentry is er een iets hogere slaagkans met radiofrequentie energie, maar deze techniek heeft in tegenstelling tot cryo-energie een verhoogde, kleine kans op totaal AV-blok. Voor atriale flutter is de slaagkans 88% tot 95% (95% CI); dit wordt bij heringreep 95% tot 99% (95% CI). Voor focale atriale tachycardie is de succeskans 70-90%. Mogelijke complicaties zijn bloeding in de lies, trombose (bloedklonter), pericardtamponade en hartblok. Het risico op deze verwikkelingen wordt geschat op 2,6-3,2%.
Voor atriale fibrillatie (voorkamerfibrillatie, boezemfibrilleren) pretenderen meerdere groepen tot 70% succes te hebben met een katheterablatie, maar er zijn vaak meerdere procedures nodig om 80 tot 85% te bereiken. Een van de redenen is dat elektrische isolatie van de longaders (waar de bron van atriale fibrillatie vaak gelegen is) technisch moeilijk is en vele patiënten in een te laat stadium geopereerd worden. Op dat ogenblik zijn de atria uitgezet en vertonen fibrose in de wanden, wat een geslaagde interventie minder waarschijnlijk maakt. Paroxismale (intermitterende) atriale fibrillatie heeft dan ook de beste kansen om te slagen. Eenvoudigere technieken zoals een cryo ballon, lijken een hogere slaagkans te hebben, ook in vergelijking met radiofrequentie.

## Risico's
De risico's van katheterablatie zijn arterioveneuze fistel, pericardtamponade, cerebrovasculair accident (CVA), atrio-oesofageale fistel en overlijden.

## Techniek
Voor katheterablatie worden meerdere katheters opgeschoven naar het hart door de bloedvaten (meestal de vena femoralis, maar ook door de vena subclavia of door de arteria femoralis).  Door opwarming of bevriezen wordt het weefsel dat de ritmestoornis mogelijk maakt vernietigd. Oorspronkelijk werd een DC shock techniek gebruikt.
Katheterablatie wordt verricht door elektrofysiologen (cardiologen die hiertoe opgeleid zijn) in een gespecialiseerd katheterisatielaboratorium (een elektrofysiologie laboratorium), waar ook mogelijkheden bestaan voor cartografie van ritmestoornissen.

## Herstel en revalidatie
Na katheterablatie wordt de patiënt meestal naar een intensievezorgeenheid, een coronary care-afdeling of een verkoeverkamer gebracht als hij algehele anesthesie kreeg of als het een levensbedreigende ritmestoornis betrof. Na verwijderen van de katheters mag men 4 - 6 uur niet bewegen om nabloeding te voorkomen. Meestal blijft men na de ingreep een nacht in het ziekenhuis. 
Na atriale fibrillatie kan het drie maanden duren vooraleer men een idee heeft of de ingreep geslaagd is.